# Средно Коняри
Средно Коняри (на македонска литературна норма: Средно Коњари) е село в община Ибрахимово (Петровец) на Северна Македония.

## География
Селото се намира в областта Блатия, на левия бряг на Пчиня.

## История
В края на XIX век Средно Коняри е село в Скопска каза на Османската империя. Според статистиката на Васил Кънчов („Македония. Етнография и статистика“) към 1900 година в Срѣдно Койнари живеят 35 българи християни и 820 турци.
Според преброяването от 2002 година селото има 1140 жители.
| Националност     | Всичко |
| северномакедонци | 0      |
| албанци          | 668    |
| турци            | 61     |
| роми             | 0      |
| власи            | 0      |
| сърби            | 0      |
| бошняци          | 402    |
| други            | 9      |

## Личности
Родени в Средно Коняри
- Лиман, български революционер, четник на Кръстьо Лазаров в 1914 година, роден в Горно, Долно или Средно Коняри[3]
- Найден Стоянов, български революционер, четник на Кръсто Лазаров в 1914 година, роден в Горно, Долно или Средно Коняри[4]